# Iñigo Vélez de Guevara
Don Iñigo Vélez de Guevara y Tassis, 8º conte d'Oñate e 3º conte di Villamediana (Madrid, 1597 – 22 febbraio 1658), è stato un diplomatico spagnolo.
Consigliere di Filippo IV, fu ambasciatore in Inghilterra e Roma, e Viceré di Napoli.

## Famiglia
Figlio di Iñigo Vélez de Guevara y Tassis, 7º conte di Oñate e Caterina Velez. Suo fratello minore Beltrán, fu viceré di Sardegna.
Sposò nel Antonia Manrique de la Cerda ed ebbe due figlie:
- Catalina (? - 24 settembre 1684), prima sposò suo zio Beltrán Vélez Ladron de Guevara, primo marchese di Monreale (Sardegna) e primo marchese di Campo Real e Viceré di Sardegna, e poi il 2 febbraio 1659 Ramiro Felipe Núñez de Guzmán, duca di Medina de las Torres e viceré di Napoli;
- Mariana, sposò Juan Domingo Ramírez de Arellano.

## Restaurazione spagnola nel regno di Napoli
Diplomatico raffinato, cinico ed esperto fu ambasciatore spagnolo a Roma presso il Papa; seguiva attentamente le vicende napoletane, attraverso le trattative a Roma tra i popolani ed i francesi, informando don Giovanni d'Austria.
Il 1º marzo 1648 sbarca a Napoli.
Iñigo Vélez de Guevara ricoprì l'incarico di Viceré di Napoli dal 2 marzo 1648 al 10 novembre 1653. Si trovò a gestire uno dei periodi più complessi della storia napoletana, dopo l'insurrezione di Masaniello e l'occupazione di Ischia da parte dei francesi. In possesso di innegabili doti strategiche personali, Iñigo riuscì a scacciare i francesi riconquistando Nisida e Ischia, tranquillizzò la città di Napoli e domò la rivolta che la famiglia Pignatelli aveva organizzato in Calabria. Soppressa la Real Repubblica Napoletana, affiancò don Giovanni d'Austria nell'opera di restaurazione della monarchia spagnola, con una repressione mirata solo ai capipopolo, in modo graduale. Sempre nel 1648, si trovò a dover respingere un nuovo tentativo della flotta francese di sbarcare a Posillipo; nel contempo dovette difendere il regno di Napoli da altre aggressioni esterne: nel 1649 sventò la congiura ordita da Andrea d'Avalos, principe di Montesarchio, per permettere a don Giovanni d'Austria di conquistare il regno di Napoli con l'apporto di parte dell'aristocrazia. Fu il Guevara a firmare la condanna a morte dell'Avalos. Fu inoltre sempre Iñigo Vélez de Guevara a guidare le truppe napoletane alla conquista di Piombino e Porto Longone. Personaggio multiforme, seppe promuovere anche la cultura a Napoli attraverso il suo sostegno personale all'Accademia degli Oziosi e la produzione di drammi musicali nei teatri cittadini; fece restaurare il Palazzo degli Studi, oggi sede del Museo archeologico nazionale di Napoli, gravemente danneggiato durante la rivoluzione di Masaniello. Ad ogni modo, la sua eccessiva ingerenza nell'amministrazione di Napoli lo rese inviso a parte della nobiltà ed in particolare al cardinale Ascanio Filomarino il quale fece pressione su Filippo IV affinché lo richiamasse in Spagna, cosa che avvenne nel 1653.
L'azione del Conte di Oñate non fu solo repressiva, ma fece anche riprendere la cultura, riavviando le università, ma pur sempre di restaurazione pre-rivoluzionaria cioè impregnata di ortodossia cattolica e fedeltà alla monarchia spagnola, per questa opera si servì dei gesuiti, favorendoli, e del cardinale Ascanio Filomarino. In sostanza la sua attività era l'incontro delle ali moderate del popolo e della nobiltà intorno alla corona e che le grazie concesse dopo il 6 aprile con dovevano influenzare lo Stato pre-rivoluzionario.
Al suo ritorno in Spagna fu nominato consigliere di stato e insignito del titolo di marchese di Guevara.
Nel 1658 fu nominato governatore di Milano, ma nello stesso anno morì.